# Factor V Leiden
El factor V Leiden es el nombre dado a una variante del factor V de la coagulación humana que con frecuencia causa un trastorno de hipercoagulabilidad. En este trastorno la variante del factor V Leiden no puede ser inactivada por la proteína C activada. El factor V Leiden es el trastorno de hipercoagulabilidad hereditario más común entre euroasiáticos, suele ser la causa de dicha patología en el 20-50% de los pacientes. El epónimo es el nombre de la ciudad Leiden, (Países Bajos), donde fue identificado por primera vez la proteína en 1994 por el Prof. R. Bertina y col.

## Función
En una persona normal, el factor V funciona como cofactor para permitir que el factor X active una enzima llamada trombina. La trombina, a su vez se une al fibrinógeno para convertirla en fibrina, la cual polimeriza para formar la malla densa que constituye la mayor parte de un coágulo sanguíneo. La Proteína C activada (APC) es un anticoagulante natural que actúa para limitar el alcance de la coagulación escindiendo degradantes y al mismo factor V.

## Patogenia
El factor V Leiden y la mutación del gen de la protrombina son los polimorfismos más frecuentemente implicados en la trombosis.
El factor V Leiden es un trastorno heredado de manera autosómica y dominante que presenta dominancia incompleta y resulta en una variante del factor V que no puede ser tan fácilmente degradada por la proteína C activada. La mutación de este gen consiste en un polimorfismo de nucleótido único (SNP) situado en el exón 10 del gen localizado en el brazo corto del cromosoma 1 humano. Ocurre como una «sustitución sin sentido», la sustitución de una guanina por una adenina produciendo una proteína con cambio de aminoácidos glutamina en vez de arginina. El nucleótido variante puede ocurrir a nivel de la posición 1691 (cambio de una adenina por una guanina) o de la 1746, el cambio de aminoácido se produce en la posición 506 o 534 respectivamente. Dado que este aminoácido es normalmente el punto de corte para la proteína C activada, la mutación impide la inactivación efectiva del factor V. Cuando el factor V se mantiene activo, facilita la superproducción de trombina que conduce a la generación de fibrina en exceso y el exceso de coagulación.
La coagulación excesiva que se produce en esta enfermedad es casi siempre limitada a las venas, donde la coagulación puede causar una trombosis venosa profunda (TVP). Si los coágulos venosos se llegaran a romper, estos coágulos pueden viajar a través del lado derecho del corazón hasta los pulmones, donde se bloquea un vaso sanguíneo pulmonar y causa un tromboembolismo pulmonar. Las mujeres con este trastorno tienen un mayor riesgo de aborto involuntario y muerte fetal. Es muy infrecuente que este trastorno cause la formación de coágulos en las arterias, que conlleve a provocar un accidente cerebrovascular o infarto agudo de miocardio, aunque lo más frecuente es la aparición de un ataque isquémico transitorio. Dado que esta enfermedad presenta dominancia incompleta, los que son homocigotos para el alelo mutado tienen un riesgo mayor para los eventos tromboembólicos que aquellos que son heterocigotos para la mutación. La incidencia de esta mutación es de 1 de cada 1000 personas, presentándose en heterocigosis en un porcentaje del 4 al 7%, mientras que en homocigosis sería del 0.06-0.25%.
Esta mutación puede permanecer silenciosa toda la vida, ya que en situaciones normales no representa ningún impedimento para el desarrollo de una vida normal,  se han detectado casos donde el gen se despierta,  debido a reiterados episodios de hemorragias ( posoperatorios, accidentes,  menstruacines copiosas, etc.) En donde una mujer con factor V Leiden heterocigoto, tiene embarazos y partos normales durante su etapa reproductiva sin saber que es portadora del gen mutado, normalmente el médico recomienda a los familiares directos de la persona afectada se hagan los análisis para prevenir posibles complicaciones.  Se deben seguir una serie de cuidados en algunas circunstancias ( embarazo,  vuelos en avión de más de 3 horas)  deben ser tratados con heparina de bajo peso molecular, que ha demostrado ser muy eficaz en la prevención de complicaciones.

## Métodos de diagnóstico
Existen cuatro métodos de Diagnóstico Molecular.

### PCR-RFLP
Detecta polimorfismo de tamaño de los fragmentos de restricción. La mutación de un nucleótido provoca la desaparición de un sitio de corte para una enzima de restricción (concretamente la enzima MnlI). Por tanto, si digerimos después de realizar la PCR, obtendremos distinto patrón de bandas dependiendo de si el individuo presenta la mutación en homocigosis, heterocigosis o si es totalmente sano.
Para realizar esta técnica, se utilizan oligos específicos del gen, y se obtienen bandas de tamaños 67, 116 y 37 pb para el alelo normal, y 67 y 153 pb para el alelo mutado. De esta manera, en un gel de electroforesis obtendríamos:
- Individuo homocigótico sano: tiene dos alelos silvestres, por tanto mostraría tres bandas, correspondientes a los dos sitios de restricción, que serían de 67, 116 y 37 pb.
- Individuo heterocigótico: uno de los alelos tiene dos sitios de restricción, que daría bandas de 67, 116 y 37 pb, mientras que el alelo mutado, al carecer del sitio de corte de MnlI, tiene la banda de 67 pb (que solapa con la misma del alelo normal) y una banda de 153 pb, que es el resultado de juntar los fragmentos de 116 y 37 pb que aparecen en el alelo normal.
- Individuo homocigótico mutante: tienen dos alelos mutantes, por lo que solo tendría dos bandas: la de 67 pb y la de 153 pb.

### SSP-PCR
Se realiza una PCR específica de secuencia. Para ello, se utiliza un mismo cebador en uno de los extremos, mientras que para el otro extremo se añaden dos cebadores que difieren en el extremo 3' porque van a tener una base diferente para poder unirse a la cadena mutada o a la normal(la primera base es una G o una A, dependiendo del oligo) y en la longitud (uno es 25pb más largo el de la cadena mutada que el otro).
De esta forma, al realizar la PCR podremos encontrar fragmentos más grandes cuando se une el oligo específico para la mutación que es el de mayor tamaño y otros más pequeños, que corresponden al alelo silvestre porque el oligo que se unía al extremo 3' de la cadena normal era de menor tamaño. También se podrá observar, por tanto, la heterocigocidad del individuo si aparecen ambos tamaños de moléculas.
Sin embargo, esta técnica presenta una gran limitación que la hace una mala prueba diagnóstica, y es que si se produce una delección de este gen en un alelo, no se podría distinguir de un individuo homocigótico para la mutación o de un individuo homocigótico normal, ya que solo se detecta la presencia o ausencia de bandas. En una buena prueba diagnóstica, ambos alelos debería detectarse independientemente. A pesar de este error de diseño de la prueba, sigue siendo una de las más usadas para la detección de la mutación del factor V por ser muy económica.

### Multiplex PCR-RFLP
Si aparece una mutación en la región 3' no codificante del gen F2 (protrombina) aumenta el riesgo de trombosis. Además, cuando aparece esta mutación junto con la del factor V Leiden, el riesgo es muchísimo más alto. Esta prueba se utiliza para detectar al mismo tiempo el factor Leiden y el factor de la protrombina.
Se añaden dos parejas de cebadores (cuatro cebadores en total) dirigidos a amplificar ambos genes. Además, estos oligos se diseñan de manera que el oligo del extremo 3' si se tiene el alelo mutado sustituye una base, formando un sitio de corte para la enzima de restricción HindIII: mutagénesis dirigida. En cambio, si no aparece la mutación no se introduce ningún sitio de corte. Así, tras la digestión, las bandas obtenidas serán de distinto tamaño, si hay mutación o no, y podremos identificar sujetos que presenten homocigocidad o heterocigocidad para una o las dos mutaciones.

### PCR Cuantitativa de Ciclo Rápido
Se ha desarrollado un método de un solo paso para genotipar el Factor V de Leiden. Se basa en una PCR cuantitativa de ciclo rápido y en el análisis de la fluorescencia emitida como consecuencia de transferencia de energía resonante entre los fluoróforos, que marcan un cebador y una sonda.
Si la PCR se lleva a cabo con un cebador marcado con Cy5 (derivado de la carbocianina), una sonda marcada con fluoresceína puede usarse para monitorizar la amplificación: cuando la sonda hibrida con el producto elongado a partir del cebador marcado, los fluoróforos están lo suficientemente cerca como para que se produzca la transferencia de energía de resonancia, incrementando la fluorescencia de Cy5. Si la sonda cubre el lugar de la mutación, la presencia de ésta puede evaluarse monitorizando la fluorescencia mientras la muestra se calienta hasta alcanzar la temperatura de desnaturalización (Tm) de la sonda con la hebra. Una vez alcanzada Tm, la sonda se despega, los fluoróforos ya no están cerca y la fluorescencia se pierde.
Si la sonda es específica del genotipo silvestre, un cambio en una base hará que la sonda se despegue de la hebra mutante a una temperatura inferior a la cual se despegaría de la hebra que es totalmente complementaria a ella (silvestre).
Con una PCR asimétrica (ponemos más concentración del cebador marcado) conseguiremos producir en exceso la hebra formada a partir del cebador marcado, facilitando la hibridación con la sonda al
disminuir la competición de otras hebras.
Realizamos una PCR asimétrica para amplificar el fragmento del gen del Factor V que puede contener la mutación que nos interesa. El cebador sentido (forward primer), marcado con Cy5 en la tercera base a partir del extremo 3’, se añadió en exceso. La sonda que abarca el sitio de mutación también fue marcada en el extremo 3’, con fluoresceína, con el fin de que los cromóforos estuvieran suficientemente cerca como para que se produjera la transferencia de energía.
La amplificación del fragmento se llevó a cabo en 45 ciclos: desnaturalización (94 °C 0 s), hibridación (50 °C 10 s), y elongación (75 °C 0 s) en un termociclador de ciclo rápido con monitorización de fluorescencia integrada.El ratio de fluorescencia de fluoresceína (520-560nm)
a Cy5 (655-695nm) se obtuvo durante cada ciclo para monitorizar la amplificación del fragmento y la hibridación de la sonda. La fluorescencia al final de cada etapa de hibridación indica la acumulación del producto resultante de la extensión del cebador marcado durante la PCR asimétrica.
Tras la amplificación, se realizó una curva de desnaturalización (melting curve), enfriando primero la muestra hasta 50 °C y manteniéndola a esa temperatura durante un minuto para que hibridaran sonda y hebra, y luego se fue calentando hasta llegar a 75 °C con una velocidad de 0,2 °C/s. Se obtuvo la fluorescencia durante todo el calentamiento par monitorizar la disociación de la doble cadena. Mientras la muestra se iba enfriando hasta 50 °C y se mantenía a esta temperatura, la señal de fluorescencia aumentaba. Cuando se recalentaba, la sonda se separaba de la hebra, corroborado por un descenso de la fluorescencia emitida por la muestra.
Por tanto la genotipación de la mutación se hace mirando la temperatura de desnaturalización de la sonda específica para el genotipo silvestre. Comparando la Tm que da la muestra del paciente a analizar con el control positivo (genotipo mutante, Factor V Leiden) y el negativo (silvestre, Factor V) se puede ofrecer el resultado de si esa persona presenta o no la mutación, así como saber si es homocigoto o heterocigoto para esta variante del Factor V de la coagulación.
Este método, que combina hibridación de una sonda con la transferencia de energía resonante nos permite monitorizar la amplificación del producto y genotipar el Factor V de Leiden durante una PCR de ciclo rápido en menos de treinta minutos, sin que sea necesario por ejemplo, un posterior análisis de restricción o electroforesis. Por tanto, la principal ventaja de esta técnica, además de su rapidez, es que no necesita una manipulación posterior del fragmento amplificado.